# AEK-971
AEK-971は、ソ連/ロシアのコブロフ社によって開発されたアサルトライフルである。1980年代にSergey I. Koksharovによって設計された。標準モデルでは5.45x39mm弾を使用する。
A-545(GRAU：6P67)／A-762(GRAU：6P68)は、2014年12月に公表されたAEK-971／AEK-973の後継型である。開発機関はKORDで、KORDは、KORD重機関銃などを開発した”Kovrovsky ORuzheiky Degtyarevty”（コヴロフ・デグチャリョフ銃器設計局）の略称である。

## 経緯
AEK-971は、ソ連国防省が発表した"アバカン"と呼ばれる研究開発競争に参加するために開発されたが、結果としてAN-94が優先された。AEK-971の開発の初期段階では、国防省は多くの革新は不要であると認識していたため、最新のものとは異なった設計が行われた。これにより、AEK-971の初期モデルは簡素なものとなった。
AEK-971はAN-94よりも約0.5kg（1.1 lb）軽量で、設計が簡単で、製造も比較的安価である
AEK-971はチェチェンの戦闘で性能を証明され、海軍歩兵と内務省部隊によってテストされ、生産の準備が整った。本銃の初期生産品がロシア連邦司法省の部隊に採用された。
1980年から1994年にロシアで行われた"アバカン"による自動小銃の試験の結果、AN-94が採用されたことにより、最初の生産契約を失ったが、ロシア軍はAEK-971の野外試験を開始した。ロシア軍によって正式に採用されたAN-94は2点バースト射撃を用いればAEK-971よりもわずかに精度が高くなるものの、フルオート射撃または3〜10発の長めのバースト射撃ではAEK-971の方が命中率は高かった。
2014年12月23日にロシア軍は、A-545(GRAU：6P67)として指定されたAEK-971ラインの後継発展型が、競合相手のAK-12とともに、ラトニク装備計画に選定され、評価のために実地部隊で運用されることを発表した。両小銃は初期生産と実地試験の推奨を得て、試験後に両方のライフルがロシア軍やその他の機関に採用される可能性を残した。その後ロシア軍によってAEKシリーズは特殊部隊へ配備され、AK-12は歩兵やその他の部隊に配備された。
2017年3月、A-545はAK-12とともにテストが完了した。ロシア軍に採用されることが明らかになったが、そのより複雑で高価な設計により、国境警備隊、特殊部隊、および国家警備隊に供給されている。その一方、AK-12は通常の歩兵部隊に配備されている。
2018年1月、5.45×39mm弾を使用するA-545(GRAU：6P67)および7.62×39mm弾を使用するA-762(GRAU：6P68)が主に特殊部隊と一部の空挺部隊等向けに採用されたことがロシア軍により発表され、2020年4月より量産が開始されている。

## 構造・作動機構
AKM以来、AKシリーズでは低い発射レートによってフルオート射撃時の制御性を確保していた。しかし、その安定志向がたたって内務省特殊部隊の隊員などから「レートが低すぎるため至近距離での銃撃戦で撃ち負ける可能性がある」との意見が上層部に寄せられた。また、AK-74から採用された5.45x39mm弾は、それまでの7.62x39mm弾と比べてストッピングパワーが大きく劣っており、敵を倒す場合には最低限でも2発を命中させる必要があった。そのため、次期主力小銃を選定する"アバカン"に提出された3丁の候補には以下の特徴がみられた。
1. 2点バースト射撃を搭載していること
2. それまでの主力小銃より高いレートであること
3. 高い耐久力は保持したままであること

以上の条件に当てはまるよう、コブロフ社はできる限り単純な機構で高レートでありながら制御しやすく、なおかつ安価で高い耐久性を実現させることに重点を置いた。
外見からも分かる通りAKシリーズの流れをくんでいるが、本銃にはBARS(Balanced Automatics Recoil System)と呼ばれるカウンターウェイトを使用して反動を軽減する機構が採用されている。これは、ガスポートから拾い上げた燃焼ガスでピストン・ボルトキャリアーを後方へ動かし、同時にカウンターウェイトを前方へ動かすことで、ボルトの作動による反動や振動を打ち消すことができる。この機構を実現するために、従来のAKシリーズではガスポートの位置がハンドガードよりかなり前、シリンダーの先端についていたところを、本銃ではハンドガードの先端部分、シリンダーの中間にガスポートが存在する。シリンダーの内部では、ガスポートの後方にボルトキャリアーを押し戻すピストン、同じく前方にカウンターウェイトを押し出すピストンが収納されている。AEK-971においては、AK-74Mと比較して連射時の精度が15-20%向上した。
本銃は"アバカン"に提出されたものの採用されず、アルファ部隊など警察系特殊部隊に採用された。隊員からの評判はおおむね良好であった。

## 派生型

### AEK-972
AEK-971の使用弾薬を主に西側で使用される5.56×45mm弾に変更したモデル。

### AEK-973
AEK-971の使用弾薬を旧式の7.62×39mm弾に変更したモデル。

### AEK-971S
AEK-971の銃床を右側に折りたたむ銃床からMP5に似た伸縮式のワイヤーストックに変更し、グリップの角度を変更した改良モデル。

### AEK-973S
AEK-973の銃床を右側に折りたたむ銃床からMP5に似た伸縮式のワイヤーストックに変更し、グリップの角度を変更した改良モデル。

### A-545
GRAUコードで6P67を付与され主に特殊部隊向けとしてロシア軍に採用されたAEK-971の改良モデル。分解方式をAKと類似したものからAR-15のように上下でレシーバーを二分割する方式に大きく変更している。この変更により光学照準器を装着しても精度が悪化することなく運用できるようになった。リアサイトの位置を後退させ照準線を大きく確保し、サイト自体の形状もタンジェントサイトからMP5に似たドラム回転式のものに変更されている。だがARMY-2022で展示されていたモデルでは従来のタンジェントサイトへ戻されていた。銃床はAEK-971Sに似た伸縮式ワイヤーストックだが収納方法が特殊なものになっていて銃尾を回転させ上下反転することでレシーバー後端と噛み合いかなりコンパクトに収められるように改良されている。

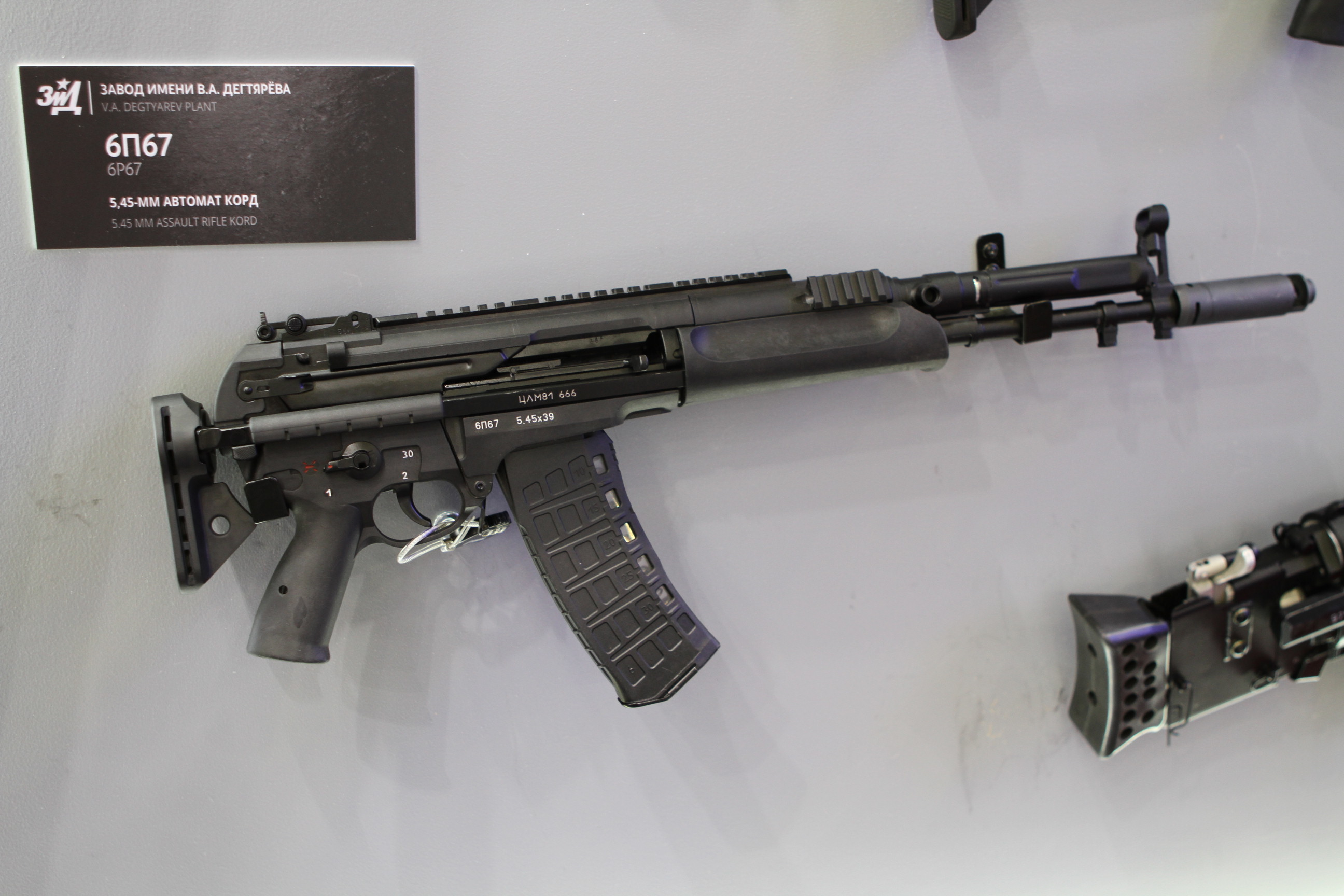
ARMY-2022で展示された最新型のA-545(銃尾を回転させないまま銃床を収納している。)

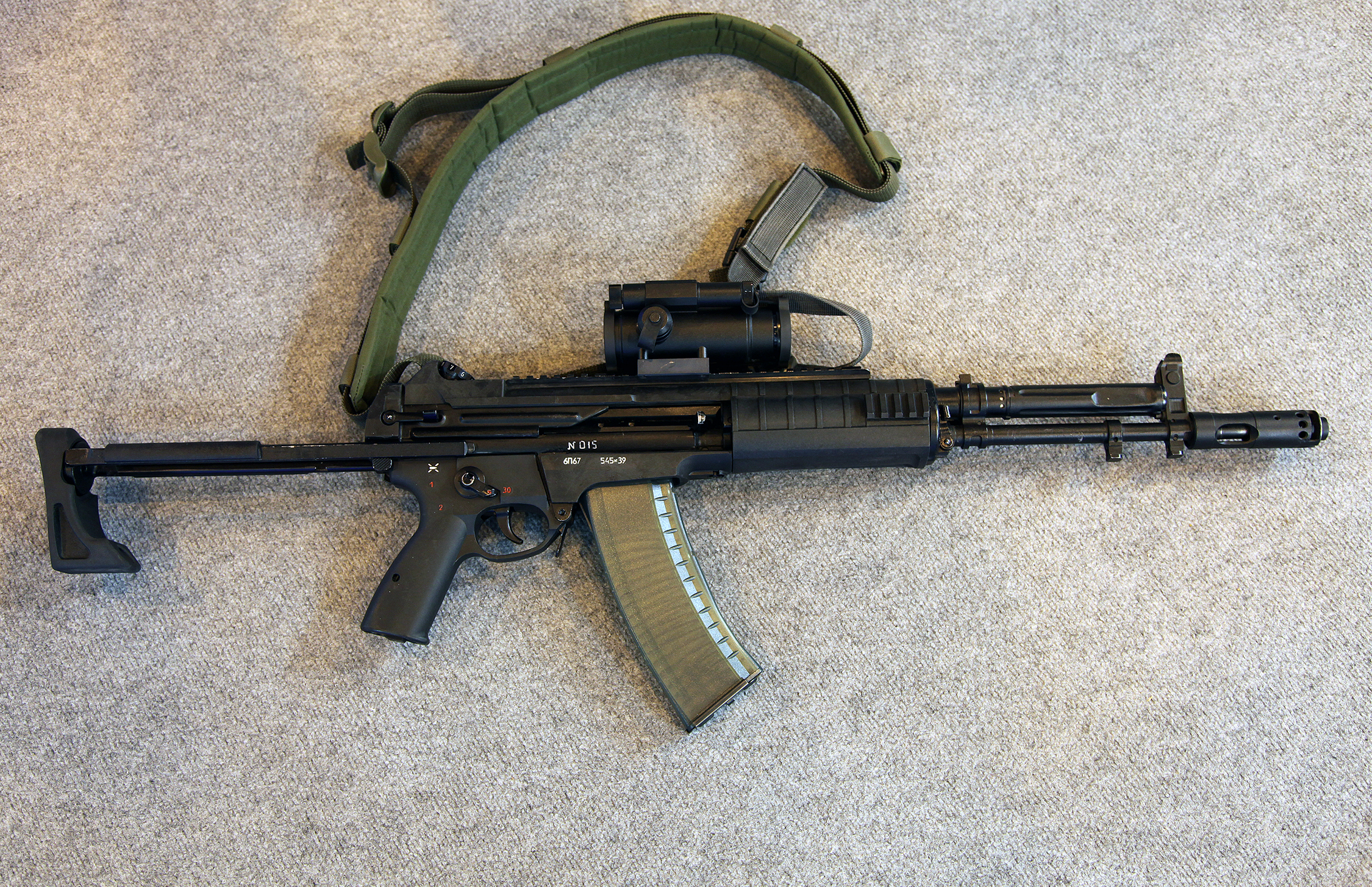
A-545(右側面)
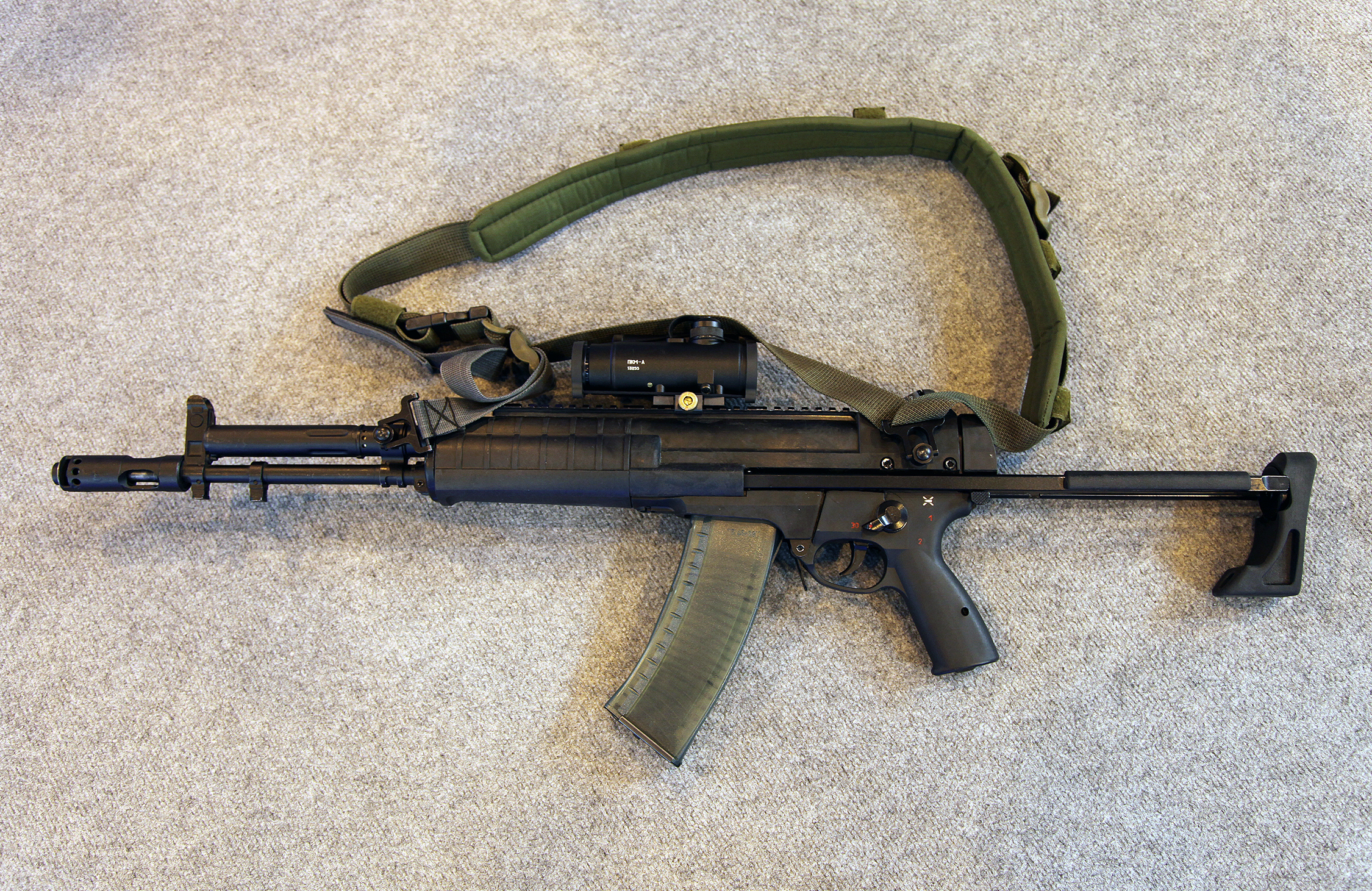
A-545(左側面)
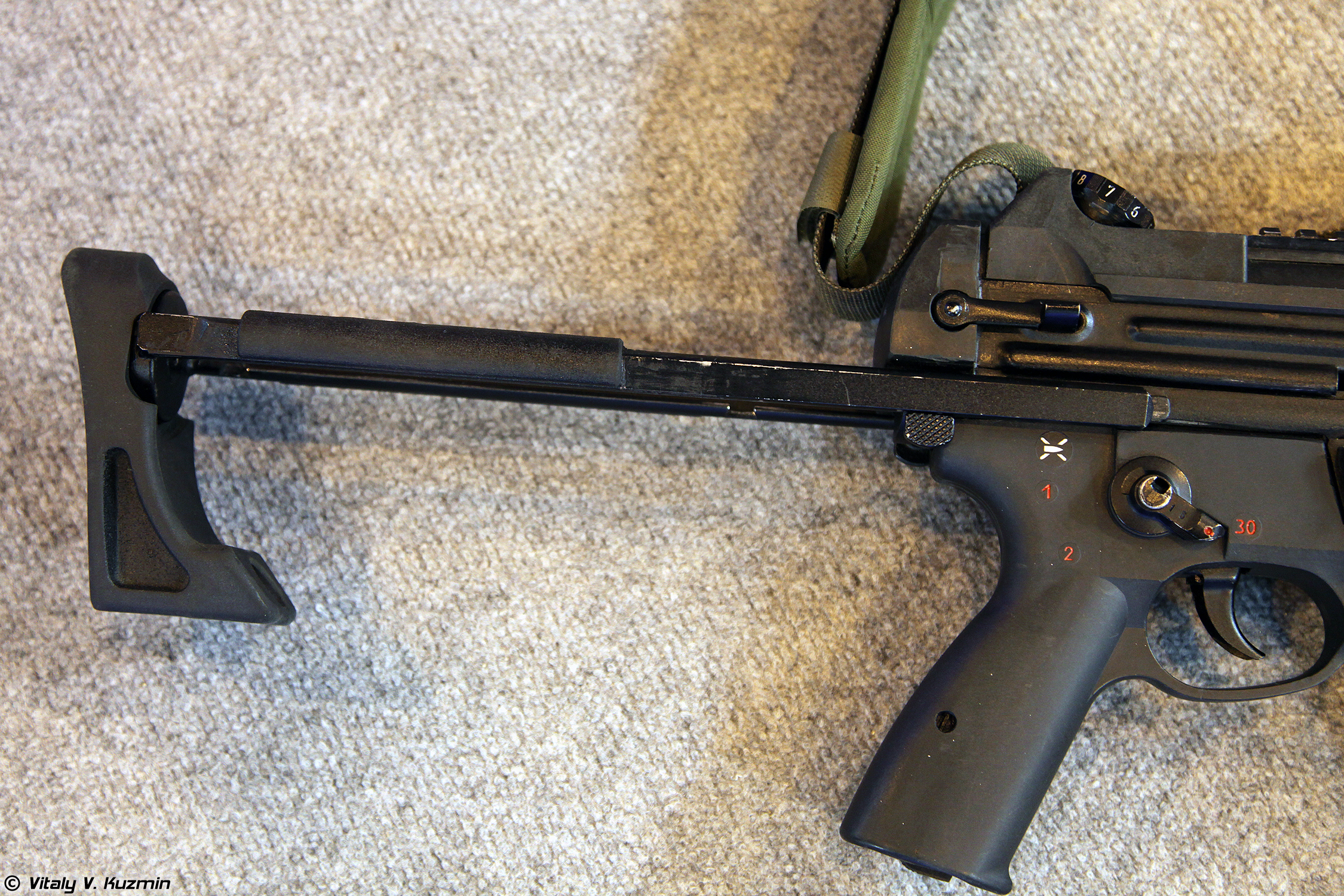
銃床およびセレクター付近(右側面)
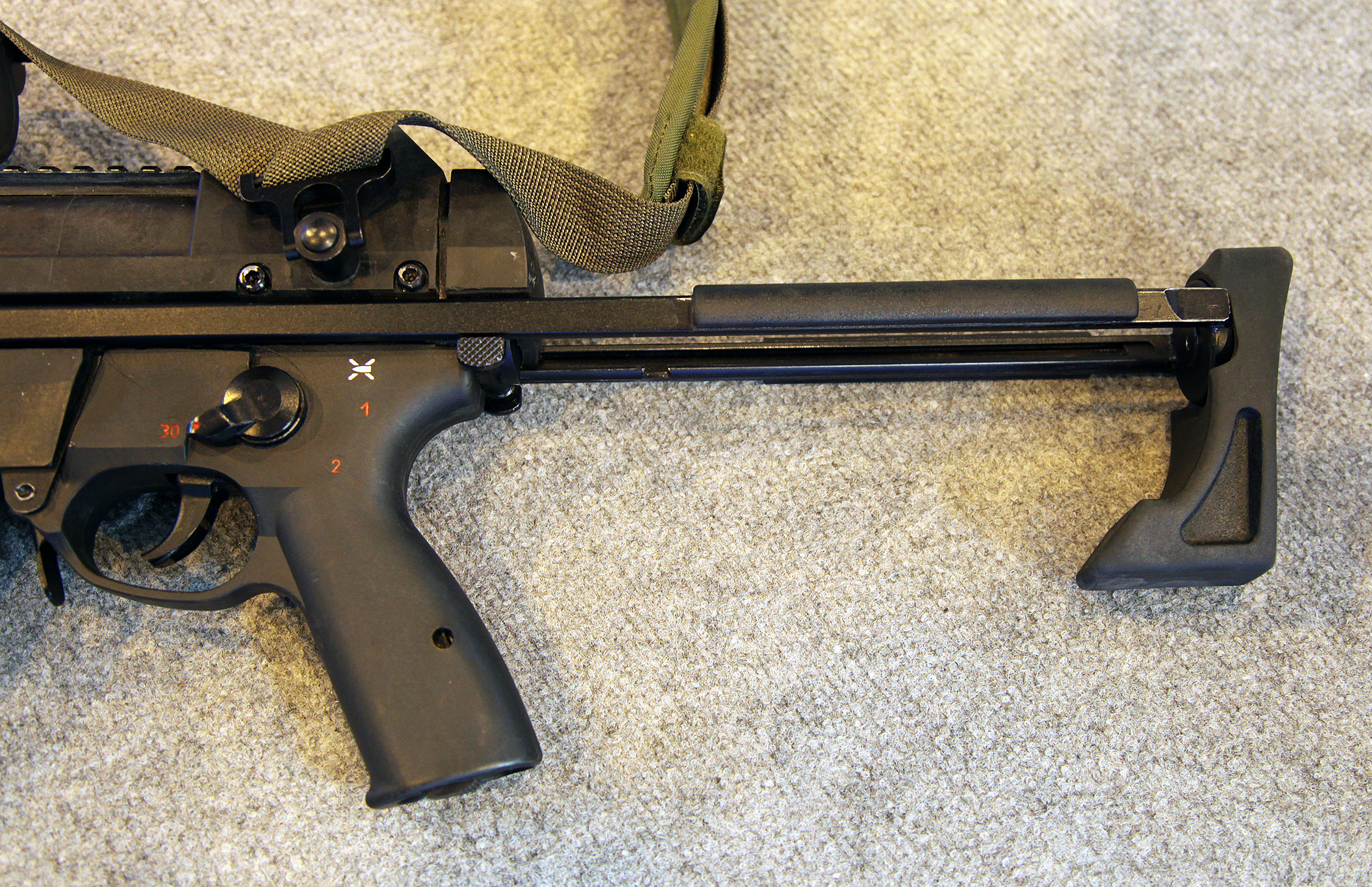
銃床およびセレクター付近(左側面)

### A-762
GRAUコードで6P68を付与され主に特殊部隊向けとしてロシア軍に採用されたA-545の使用弾薬を7.62×39mm弾に変更したモデル。